# Rappresentanti della Florida
La Florida è attualmente rappresentata alla Camera dei rappresentanti degli Stati Uniti da 28 delegati, eletti in distretti con il sistema first-past-the-post ogni due anni.
Il numero dei delegati è proporzionale alla popolazione dello stato; il numero attuale pari a 28 è salito di una unità dal 2022 a seguito dell'ultimo censimento del 2020. In passato la rappresentanza è variata sensibilmente, partendo da un unico deputato fino all'attuale massimo di 28.

## Elenco

### Distretto congressualeat-largedel Territorio della Florida
| N.                                                    | Foto | Rappresentante      | Partito                  | Carica          | Carica       | Congresso                   | Mandati | Elezioni                                                    |
| N.                                                    | Foto | Rappresentante      | Partito                  | Inizio          | Termine      | Congresso                   | Mandati | Elezioni                                                    |
| ----------------------------------------------------- | ---- | ------------------- | ------------------------ | --------------- | ------------ | --------------------------- | ------- | ----------------------------------------------------------- |
| Il Distretto venne creato il 23 gennaio 1823          |      |                     |                          |                 |              |                             |         |                                                             |
| 1                                                     |      | Joseph M. Hernández | Democratico-Repubblicano | 23 gennaio 1823 | 3 marzo 1823 | 17                          | 1       | 1822 Perse la rielezione                                    |
| 2                                                     |      | Richard K. Call     | Democratico-Repubblicano | 4 marzo 1823    | 3 marzo 1825 | 18                          | 1       | 1823 Non ricandidatosi                                      |
| 3                                                     |      | Joseph M. White     | Jacksoniano              | 4 marzo 1825    | 3 marzo 1837 | 19 · 20 · 21 · 22 · 23 · 24 | 6       | 1825 · 1827 · 1829 · 1831 · 1833 · 1835 Perse la rielezione |
| 4                                                     |      | Charles Downing     | Democratico              | 4 marzo 1837    | 3 marzo 1841 | 25 · 26                     | 2       | 1837 · 1839 Non ricandidatosi                               |
| 5                                                     |      | David Levy Yulee    | Democratico              | 4 marzo 1841    | 3 marzo 1845 | 27 · 28                     | 2       | 1841 · 1943 Eletto al Senato                                |
| Il Distretto venne abolito con l'ingresso nell'unione |      |                     |                          |                 |              |                             |         |                                                             |

### Distretto congressualeat-large
| N.                                                      | Foto    | Rappresentante           | Partito      | Carica           | Carica           | Congresso    | Mandati                       | Elezioni                                               |
| N.                                                      | Foto    | Rappresentante           | Partito      | Inizio           | Termine          | Congresso    | Mandati                       | Elezioni                                               |
| ------------------------------------------------------- | ------- | ------------------------ | ------------ | ---------------- | ---------------- | ------------ | ----------------------------- | ------------------------------------------------------ |
| Il Distretto venne creato il 6 ottobre 1845             |         |                          |              |                  |                  |              |                               |                                                        |
| 1                                                       |         | Edward C. Cabell         | Whig         | 6 ottobre 1845   | 24 gennaio 1846  | 29           | 1⁄2                           | 1845 Elezione contestata                               |
| 2                                                       |         | William H. Brockenbrough | Democratico  | 24 gennaio 1846  | 3 marzo 1847     | 29           | 1⁄2                           | Vinse la contestazione dell'elezione                   |
| 3                                                       |         | Edward C. Cabell         | Whig         | 4 marzo 1847     | 3 marzo 1853     | 30 · 31 · 32 | 3                             | 1846 · 1848 · 1850 Perse la rielezione                 |
| 4                                                       |         | Augustus Maxwell         | Democratico  | 4 marzo 1853     | 3 marzo 1857     | 33 · 34      | 2                             | 1852 · 1854 Non ricandidatosi                          |
| 5                                                       |         | George S. Hawkins        | Democratico  | 3 marzo 1857     | 12 gennaio 1861  | 35 · 36 · 37 | 2 1⁄2                         | 1856 · 1858 · 1860 Ritiratosi per via della secessione |
| Vacante                                                 | Vacante | Vacante                  | Vacante      | 12 gennaio 1861  | 1 luglio 1868    | 38 · 39 · 40 | Guerra civile e Ricostruzione | Guerra civile e Ricostruzione                          |
| 6                                                       |         | Charles M. Hamilton      | Repubblicano | 1 luglio 1868    | 3 marzo 1871     | 40 · 41      | 1 1⁄2                         | 1868 Non ottenne la ricandidatura                      |
| 7                                                       |         | Josiah T. Walls          | Repubblicano | 4 marzo 1871     | 29 gennaio 1873  | 42           | 1⁄2                           | 1870 Elezione contestata                               |
| 8                                                       |         | Silas L. Niblack         | Democratico  | 29 gennaio 1873  | 3 marzo 1873     | 42           | 1⁄2                           | Vinse la contestazione Perse la rielezione             |
| Distretto inattivo dal 4 marzo 1873 al 3 marzo 1913     |         |                          |              |                  |                  |              |                               |                                                        |
| 9                                                       |         | Claude L'Engle           | Democratico  | 4 marzo 1913     | 3 marzo 1915     | 63           | 1                             | 1912 Non ottenne la ricandidatura                      |
| Distretto inattivo dal 4 marzo 1915 al 3 marzo 1933     |         |                          |              |                  |                  |              |                               |                                                        |
| 10                                                      |         | William J. Sears         | Democratico  | 4 marzo 1933     | 3 gennaio 1937   | 73 · 74      | 2                             | 1932 · 1934 Non ottenne la ricandidatura               |
| Distretto inattivo dal 3 gennaio 1937 al 3 gennaio 1943 |         |                          |              |                  |                  |              |                               |                                                        |
| 11                                                      |         | Robert A. Green          | Democratico  | 3 gennaio 1943   | 25 novembre 1944 | 78           | 1⁄2                           | 1942 Dimessosi per unirsi alla United States Navy      |
| Vacante                                                 | Vacante | Vacante                  | Vacante      | 25 novembre 1944 | 3 gennaio 1945   | 78           |                               |                                                        |
| Il Distretto venne eliminato il 3 gennaio 1945          |         |                          |              |                  |                  |              |                               |                                                        |

### 1º distretto
| N.                                        | Foto    | Rappresentante        | Partito      | Carica           | Carica           | Congresso                                            | Mandati | Elezioni |
| N.                                        | Foto    | Rappresentante        | Partito      | Inizio           | Termine          | Congresso                                            | Mandati | Elezioni |
| ----------------------------------------- | ------- | --------------------- | ------------ | ---------------- | ---------------- | ---------------------------------------------------- | ------- | --- |
| Il distretto venne creato il 4 marzo 1873 |         |                       |              |                  |                  |                                                      |         | |
| 1                                         |         | William J. Purman     | Repubblicano | 4 marzo 1873     | 25 gennaio 1875  | 43                                                   | 1⁄2     | 1872 Dimessosi |
| Vacante                                   | Vacante | Vacante               | Vacante      | 25 gennaio 1875  | 3 marzo 1875     | 43                                                   |         | |
| —                                         |         | William J. Purman     | Repubblicano | 4 marzo 1875     | 3 marzo 1877     | 44                                                   | 1       | 1874 Perse la rielezione                                                                                           |
| 2                                         |         | Robert H. M. Davidson | Democratico  | 4 marzo 1877     | 3 marzo 1891     | 45 · 46 · 47 · 48 · 49 · 50 · 51                     | 7       | 1876 · 1878 · 1880 · 1882 · 1884 · 1886 · 1888 Perse la rielezione                                                 |
| 3                                         |         | Stephen R. Mallory    | Democratico  | 4 marzo 1891     | 3 marzo 1895     | 52 · 53                                              | 2       | 1890 · 1892 Non ricandidatosi                                                                                      |
| 4                                         |         | Stephen M. Sparkman   | Democratico  | 4 marzo 1895     | 3 marzo 1917     | 54 · 55 · 56 · 57 · 58 · 59 · 60 · 61 · 62 · 63 · 64 | 11      | 1894 · 1896 · 1898 · 1900 · 1902 · 1904 · 1906 · 1908 · 1910 · 1912 · 1914 Non ricandidatosi                       |
| 5                                         |         | Herbert J. Drane      | Democratico  | 4 marzo 1917     | 3 marzo 1933     | 65 · 66 · 67 · 68 · 69 · 70 · 71 · 72                | 8       | 1916 · 1918 · 1920 · 1922 · 1924 · 1926 · 1928 · 1930 Non ottenne la ricandidatura                                 |
| 6                                         |         | J. Hardin Peterson    | Democratico  | 4 marzo 1933     | 3 gennaio 1951   | 73 · 74 · 75 · 76 · 77 · 78 · 79 · 80 · 81           | 9       | 1932 · 1934 · 1936 · 1938 · 1940 · 1942 · 1944 · 1946 · 1948 Non ricandidatosi                                     |
| 7                                         |         | Chester B. McMullen   | Democratico  | 3 gennaio 1951   | 3 gennaio 1953   | 82                                                   | 1       | 1950 Non ricandidatosi                                                                                             |
| 8                                         |         | Courtney W. Campbell  | Democratico  | 3 gennaio 1953   | 3 gennaio 1955   | 83                                                   | 1       | 1952 Perse la rielezione                                                                                           |
| 9                                         |         | William C. Cramer     | Repubblicano | 3 gennaio 1955   | 3 gennaio 1963   | 84 · 85 · 86 · 87                                    | 4       | 1954 · 1956 · 1958 · 1960 Candidatosi nel 12º distretto                                                            |
| 10                                        |         | Bob Sikes             | Democratico  | 3 gennaio 1963   | 3 gennaio 1979   | 88 · 89 · 90 · 91 · 92 · 93 · 94 · 95                | 8       | 1962 · 1964 · 1966 · 1968 · 1970 · 1972 · 1974 · 1976 Non ricandidatosi                                            |
| 11                                        |         | Earl Dewitt Hutto     | Democratico  | 3 gennaio 1979   | 3 gennaio 1995   | 96 · 97 · 98 · 99 · 100 · 101 · 102 · 103            | 8       | 1978 · 1980 · 1982 · 1984 · 1986 · 1988 · 1990 · 1992 Non ricandidatosi                                            |
| 12                                        |         | Joe Scarborough       | Repubblicano | 3 gennaio 1995   | 5 settembre 2001 | 104 · 105 · 106 · 107                                | 3 1⁄2   | 1994 · 1996 · 1998 · 2000 Dimessosi                                                                                |
| Vacante                                   | Vacante | Vacante               | Vacante      | 5 settembre 2001 | 16 ottobre 2001  | 107                                                  |         | |
| 13                                        |         | Jeff Miller           | Repubblicano | 16 ottobre 2001  | 3 gennaio 2017   | 107 · 108 · 109 · 110 · 111 · 112 · 113 · 114        | 7 1⁄2   | Eletto per terminare il mandato · 2002 · 2004 · 2006 · 2008 · 2010 · 2012 · 2014 Non ricandidatosi                 |
| 14                                        |         | Matt Gaetz            | Repubblicano | 3 gennaio 2017   | 13 novembre 2024 | 115 · 116 · 117 · 118                                | 3 1⁄2   | 2016 · 2018 · 2020 · 2022 · 2024 Dimessosi all'annuncio della sua candidatura a Procuratore generale, poi decaduta |
| Vacante                                   | Vacante | Vacante               | Vacante      | 13 novembre 2024 | 2 aprile 2025    | 108 · 119                                            |         | |
| 15                                        |         | Jimmy Patronis        | Repubblicano | 2 aprile 2025    | in carica        | 119                                                  | 1⁄2     | Eletto per terminare il mandato di Gaetz                                                                           |

### 2º distretto
| N.                                        | Foto         | Rappresentante     | Partito      | Carica           | Carica           | Congresso                                       | Mandati | Elezioni                                                                                     |
| N.                                        | Foto         | Rappresentante     | Partito      | Inizio           | Termine          | Congresso                                       | Mandati | Elezioni                                                                                     |
| ----------------------------------------- | ------------ | ------------------ | ------------ | ---------------- | ---------------- | ----------------------------------------------- | ------- | -------------------------------------------------------------------------------------------- |
| Il distretto venne creato il 4 marzo 1873 |              |                    |              |                  |                  |                                                 |         |                                                                                              |
| 1                                         |              | Josiah T. Walls    | Repubblicano | 4 marzo 1873     | 19 aprile 1876   | 43 · 44                                         | 1 1⁄2   | 1872 · 1874 Elezione contestata                                                              |
| 2                                         |              | Jesse J. Finley    | Democratico  | 19 aprile 1876   | 3 marzo 1877     | 44                                              | 1⁄2     | Vinse l'elezione contestata                                                                  |
| 3                                         |              | Horatio Bisbee Jr. | Repubblicano | 4 marzo 1877     | 20 febbraio 1879 | 45                                              | 1⁄2     | 1876 Elezione contestata                                                                     |
| 4                                         |              | Jesse J. Finley    | Democratico  | 20 febbraio 1879 | 3 marzo 1879     | 45                                              | 1⁄2     | Vinse l'elezione contestata                                                                  |
| 5                                         |              | Noble A. Hull      | Democratico  | 4 marzo 1879     | 22 gennaio 1881  | 46                                              | 1⁄2     | 1878 Elezione contestata                                                                     |
| 6                                         |              | Horatio Bisbee Jr. | Repubblicano | 22 gennaio 1881  | 3 marzo 1881     | 46                                              | 1⁄2     | Vinse l'elezione contestata                                                                  |
| 7                                         |              | Jesse J. Finley    | Democratico  | 4 marzo 1881     | 1 giugno 1882    | 47                                              | 1⁄2     | 1880 Elezione contestata                                                                     |
| 8                                         |              | Horatio Bisbee Jr. | Repubblicano | 1 giugno 1882    | 3 marzo 1885     | 47 · 48                                         | 1 1⁄2   | Vinse l'elezione contestata · 1882                                                           |
| 9                                         |              | Charles Dougherty  | Democratico  | 4 marzo 1885     | 3 marzo 1889     | 49 · 50                                         | 2       | 1884 · 1886 Non ricandidatosi                                                                |
| 10                                        |              | Robert Bullock     | Democratico  | 4 marzo 1889     | 3 marzo 1893     | 51 · 52                                         | 2       | 1888 · 1890                                                                                  |
| 11                                        |              | Charles M. Cooper  | Democratico  | 4 marzo 1893     | 3 marzo 1897     | 53 · 54                                         | 2       | 1892 · 1894                                                                                  |
| 12                                        |              | Robert W. Davis    | Democratico  | 4 marzo 1897     | 3 marzo 1905     | 55 · 56 · 57 · 58                               | 4       | 1896 · 1898 · 1900 · 1902 Non ricandidatosi                                                  |
| 13                                        |              | Frank Clark        | Democratico  | 4 marzo 1905     | 3 marzo 1925     | 59 · 60 · 61 · 62 · 63 · 64 · 65 · 66 · 67 · 68 | 10      | 1904 · 1906 · 1908 · 1910 · 1912 · 1914 · 1916 · 1928 · 1920 · 1922 Non ricandidatosi        |
| 14                                        |              | Robert A. Green    | Democratico  | 4 marzo 1925     | 3 gennaio 1943   | 69 · 70 · 71 · 72 · 73 · 74 · 75 · 76 · 77      | 9       | 1924 · 1926 · 1928 · 1930 · 1932 · 1934 · 1936 · 1938 · 1940 Candidatosi nel distretto unico |
| 15                                        |              | Emory H. Price     | Democratico  | 3 gennaio 1943   | 3 gennaio 1949   | 78 · 79 · 80                                    | 3       | 1942 · 1944 · 1946 Non ricandidatosi                                                         |
| 16                                        |              | Charles E. Bennett | Democratico  | 3 gennaio 1949   | 3 gennaio 1967   | 81 · 82 · 83 · 84 · 85 · 86 · 87 · 88 · 89      | 9       | 1948 · 1950 · 1952 · 1954 · 1956 · 1958 · 1960 · 1962 · 1964 Candidatosi nel 3º distretto    |
| 17                                        |              | Don Fuqua          | Democratico  | 3 gennaio 1967   | 3 gennaio 1987   | 90 · 91 · 92 · 93 · 94 · 95 · 96 · 97 · 98 · 99 | 10      | 1966 · 1968 · 1970 · 1972 · 1974 · 1976 · 1978 · 1980 · 1982 · 1984                          |
| 18                                        |              | James W. Grant     | Democratico  | 3 gennaio 1987   | 3 gennaio 1991   | 100                                             | 2       | 1986                                                                                         |
| 18                                        | Repubblicano | James W. Grant     | 101          | 3 gennaio 1987   | 3 gennaio 1991   | 1988 Perse la rielezione                        | 2       |                                                                                              |
| 19                                        |              | Pete Peterson      | Democratico  | 3 gennaio 1991   | 3 gennaio 1997   | 102 · 103 · 104                                 | 3       | 1990 · 1992 · 1994 Non ricandidatosi                                                         |
| 20                                        |              | Allen Boyd         | Democratico  | 3 gennaio 1997   | 3 gennaio 2011   | 105 · 106 · 107 · 108 · 109 · 110 · 111         | 7       | 1996 · 1998 · 2000 · 2002 · 2004 · 2006 · 2008 Perse la rielezione                           |
| 21                                        |              | Steve Southerland  | Repubblicano | 3 gennaio 2011   | 3 gennaio 2015   | 112 · 113                                       | 2       | 2010 · 2012 Perse la rielezione                                                              |
| 22                                        |              | Gwen Graham        | Democratico  | 3 gennaio 2015   | 3 gennaio 2017   | 114                                             | 1       | 2014 Non ricandidatasi                                                                       |
| 23                                        |              | Neal Dunn          | Repubblicano | 3 gennaio 2017   | in carica        | 115 · 116 · 117 · 118 · 119                     | 5       | 2016 · 2018 · 2020 · 2022 · 2024                                                             |

### 3º distretto
| N.                                        | Foto    | Rappresentante     | Partito      | Carica          | Carica          | Congresso                                                         | Mandati | Elezioni                                                                                                   |
| N.                                        | Foto    | Rappresentante     | Partito      | Inizio          | Termine         | Congresso                                                         | Mandati | Elezioni                                                                                                   |
| ----------------------------------------- | ------- | ------------------ | ------------ | --------------- | --------------- | ----------------------------------------------------------------- | ------- | --- |
| Il distretto venne creato il 4 marzo 1903 |         |                    |              |                 |                 |                                                                   |         | |
| 1                                         |         | William B. Lamar   | Democratico  | 4 marzo 1903    | 3 marzo 1909    | 58 · 59 · 60                                                      | 3       | 1902 · 1904 · 1906 Candidatosi al Senato                                                                   |
| 2                                         |         | Dannite H. Mays    | Democratico  | 4 marzo 1909    | 3 marzo 1913    | 61 · 62                                                           | 2       | 1908 · 1910 Non ottenne la ricandidatura                                                                   |
| 3                                         |         | Emmett Wilson      | Democratico  | 4 marzo 1913    | 3 marzo 1917    | 63 · 64                                                           | 2       | 1912 · 1914 Non ottenne la ricandidatura                                                                   |
| 4                                         |         | Walter Kehoe       | Democratico  | 4 marzo 1917    | 3 marzo 1919    | 65                                                                | 1       | 1916 Non ottenne la ricandidatura                                                                          |
| 5                                         |         | John H. Smithwick  | Democratico  | 4 marzo 1919    | 3 marzo 1927    | 66 · 67 · 68 · 69                                                 | 4       | 1918 · 1920 · 1922 · 1924 Non ottenne la ricandidatura                                                     |
| 6                                         |         | Tom Yon            | Democratico  | 4 marzo 1927    | 3 marzo 1933    | 70 · 71 · 72                                                      | 3       | 1926 · 1928 · 1930 Non ottenne la ricandidatura                                                            |
| 7                                         |         | Millard Caldwell   | Democratico  | 4 marzo 1933    | 3 gennaio 1941  | 73 · 74 · 75 · 76                                                 | 4       | 1932 · 1934 · 1936 · 1938 Candidatosi al Senato                                                            |
| 8                                         |         | Bob Sikes          | Democratico  | 3 gennaio 1941  | 19 ottobre 1944 | 77 · 78                                                           | 1 1⁄2   | 1940 · 1942 Dimessosi per unirsi allo United States Army                                                   |
| Vacante                                   | Vacante | Vacante            | Vacante      | 19 ottobre 1944 | 3 gennaio 1945  | 78                                                                |         | |
| 8                                         |         | Bob Sikes          | Democratico  | 3 gennaio 1945  | 3 gennaio 1963  | 79 · 80 · 81 · 82 · 83 · 84 · 85 · 86 · 87                        | 9       | 1944 · 1946 · 1948 · 1950 · 1952 · 1954 · 1956 · 1958 · 1960 Ricandidatosi nel 1º distretto                |
| 9                                         |         | Claude Pepper      | Democratico  | 3 gennaio 1963  | 3 gennaio 1967  | 88 · 89                                                           | 2       | 1962 · 1964 Ricandidatosi nel 11º distretto                                                                |
| 10                                        |         | Charles E. Bennett | Democratico  | 3 gennaio 1967  | 3 gennaio 1993  | 90 · 91 · 92 · 93 · 94 · 95 · 96 · 97 · 98 · 99 · 100 · 101 · 102 | 13      | 1966 · 1968 · 1970 · 1972 · 1974 · 1976 · 1978 · 1980 · 1982 · 1984 · 1986 · 1988 · 1990 Non ricandidatosi |
| 11                                        |         | Corrine Brown      | Democratico  | 3 gennaio 1993  | 3 gennaio 2013  | 103 · 104 · 105 · 106 · 107 · 108 · 109 · 110 · 111 · 112         | 10      | 1992 · 1994 · 1996 · 1998 · 2000 · 2002 · 2004 · 2006 · 2008 · 2010 Ricandidatasi nel 5º distretto         |
| 12                                        |         | Ted Yoho           | Repubblicano | 3 gennaio 2013  | 3 gennaio 2021  | 113 · 114 · 115 · 116                                             | 4       | 2012 · 2014 · 2016 · 2018 Non ricandidatosi                                                                |
| 13                                        |         | Kat Cammack        | Repubblicano | 3 gennaio 2021  | in carica       | 117 · 118 · 119                                                   | 3       | 2020 · 2022 · 2024                                                                                         |

### 4º distretto
| N.                                        | Foto | Rappresentante   | Partito      | Carica         | Carica         | Congresso                                        | Mandati | Elezioni                                                                                |
| N.                                        | Foto | Rappresentante   | Partito      | Inizio         | Termine        | Congresso                                        | Mandati | Elezioni                                                                                |
| ----------------------------------------- | ---- | ---------------- | ------------ | -------------- | -------------- | ------------------------------------------------ | ------- | --------------------------------------------------------------------------------------- |
| Il distretto venne creato il 4 marzo 1915 |      |                  |              |                |                |                                                  |         |                                                                                         |
| 1                                         |      | William J. Sears | Democratico  | 4 marzo 1915   | 3 marzo 1929   | 64 · 65 · 66 · 67 · 68 · 69 · 70                 | 7       | 1914 · 1916 · 1918 · 1920 · 1922 · 1924 · 1926 Non ottenne la ricandidatura             |
| 2                                         |      | Ruth Bryan Owen  | Democratico  | 4 marzo 1929   | 3 marzo 1933   | 71 · 72                                          | 2       | 1928 · 1930 Non ottenne la ricandidatura                                                |
| 3                                         |      | J. Mark Wilcox   | Democratico  | 4 marzo 1933   | 3 gennaio 1939 | 73 · 74 · 75                                     | 3       | 1932 · 1934 · 1936 Candidatosi al Senato                                                |
| 4                                         |      | Pat Cannon       | Democratico  | 3 gennaio 1939 | 3 gennaio 1947 | 76 · 77 · 78 · 79                                | 4       | 1938 · 1940 · 1942 · 1944 Non ottenne la ricandidatura                                  |
| 5                                         |      | George Smathers  | Democratico  | 3 gennaio 1947 | 3 gennaio 1951 | 80 · 81                                          | 2       | 1946 · 1948 Candidatosi al Senato                                                       |
| 6                                         |      | Bill Lantaff     | Democratico  | 3 gennaio 1951 | 3 gennaio 1955 | 82 · 83                                          | 2       | 1950 · 1952 Non ricandidatosi                                                           |
| 7                                         |      | Dante Fascell    | Democratico  | 3 gennaio 1955 | 3 gennaio 1967 | 84 · 85 · 86 · 87 · 88 · 89                      | 6       | 1954 · 1956 · 1958 · 1960 · 1962 · 1964 Ricandidatosi nel 12º distretto                 |
| 8                                         |      | Syd Herlong      | Democratico  | 3 gennaio 1967 | 3 gennaio 1969 | 90                                               | 1       | 1966 Non ricandidatosi                                                                  |
| 9                                         |      | Bill Chappell    | Democratico  | 3 gennaio 1969 | 3 gennaio 1989 | 91 · 92 · 93 · 94 · 95 · 96 · 97 · 98 · 99 · 100 | 10      | 1968 · 1970 · 1972 · 1974 · 1976 · 1978 · 1980 · 1982 · 1984 · 1986 Perse la rielezione |
| 10                                        |      | Craig T. James   | Repubblicano | 3 gennaio 1989 | 3 gennaio 1993 | 101 · 102                                        | 2       | 1988 · 1990 Non ricandidatosi                                                           |
| 11                                        |      | Tillie Fowler    | Repubblicano | 3 gennaio 1993 | 3 gennaio 2001 | 103 · 104 · 105 · 106                            | 4       | 1992 · 1994 · 1996 · 1998 Non ricandidatasi                                             |
| 12                                        |      | Ander Crenshaw   | Repubblicano | 3 gennaio 2001 | 3 gennaio 2017 | 107 · 108 · 109 · 110 · 111 · 112 · 113 · 114    | 8       | 2000 · 2002 · 2004 · 2006 · 2008 · 2010 · 2012 · 2014 Non ricandidatosi                 |
| 13                                        |      | John Rutherford  | Repubblicano | 3 gennaio 2017 | 3 gennaio 2023 | 115 · 116 · 117                                  | 3       | 2016 · 2018 · 2020 Ricandidatosi nel 5º distretto                                       |
| 14                                        |      | Aaron Bean       | Repubblicano | 3 gennaio 2023 | in carica      | 118 · 119                                        | 2       | 2022 · 2024                                                                             |

### 5º distretto
| N.                                          | Foto | Rappresentante    | Partito      | Carica         | Carica         | Congresso                                  | Mandati | Elezioni                                                                                    |
| N.                                          | Foto | Rappresentante    | Partito      | Inizio         | Termine        | Congresso                                  | Mandati | Elezioni                                                                                    |
| ------------------------------------------- | ---- | ----------------- | ------------ | -------------- | -------------- | ------------------------------------------ | ------- | ------------------------------------------------------------------------------------------- |
| Il distretto venne creato il 3 gennaio 1937 |      |                   |              |                |                |                                            |         |                                                                                             |
| 1                                           |      | Joe Hendricks     | Democratico  | 3 gennaio 1937 | 3 gennaio 1949 | 75 · 76 · 77 · 78 · 79 · 80                | 6       | 1936 · 1938 · 1940 · 1942 · 1944 · 1946 Non ricandidatosi                                   |
| 2                                           |      | Syd Herlong       | Democratico  | 3 gennaio 1949 | 3 gennaio 1967 | 81 · 82 · 83 · 84 · 85 · 86 · 87 · 88 · 89 | 9       | 1948 · 1950 · 1952 · 1954 · 1956 · 1958 · 1960 · 1962 · 1964 Ricandidatosi nel 4º distretto |
| 3                                           |      | Edward Gurney     | Repubblicano | 3 gennaio 1967 | 3 gennaio 1969 | 90                                         | 1       | 1966 Candidatosi al Senato                                                                  |
| 4                                           |      | Louis Frey, Jr.   | Repubblicano | 3 gennaio 1969 | 3 gennaio 1973 | 91 · 92                                    | 2       | 1968 · 1970 Ricandidatosi nel 9º distretto                                                  |
| 5                                           |      | Bill Gunter       | Democratico  | 3 gennaio 1973 | 3 gennaio 1975 | 93                                         | 1       | 1972 Candidatosi al Senato                                                                  |
| 6                                           |      | Richard Kelly     | Repubblicano | 3 gennaio 1975 | 3 gennaio 1981 | 94 · 95 · 96                               | 3       | 1974 · 1976 · 1978 Non ottenne la ricandidatura                                             |
| 7                                           |      | Bill McCollum     | Repubblicano | 3 gennaio 1981 | 3 gennaio 1993 | 97 · 98 · 99 · 100 · 101 · 102             | 6       | 1980 · 1982 · 1984 · 1986 · 1988 · 1990 Ricandidatosi nell'8º distretto                     |
| 8                                           |      | Karen Thurman     | Democratico  | 3 gennaio 1993 | 3 gennaio 2003 | 103 · 104 · 105 · 106 · 107                | 5       | 1992 · 1994 · 1996 · 1998 · 2000<r>Perse la rielezione                                      |
| 9                                           |      | Ginny Brown-Waite | Repubblicano | 3 gennaio 2003 | 3 gennaio 2011 | 108 · 109 · 110 · 111                      | 4       | 2002 · 2004 · 2006 · 2008 Non ricandidatasi                                                 |
| 10                                          |      | Rich Nugent       | Repubblicano | 3 gennaio 2011 | 3 gennaio 2013 | 112                                        | 1       | 2010 Ricandidatosi nell'11º distretto                                                       |
| 11                                          |      | Corrine Brown     | Democratico  | 3 gennaio 2013 | 3 gennaio 2017 | 113 · 114                                  | 2       | 2012 · 2014 Non ottenne la ricandidatura                                                    |
| 12                                          |      | Al Lawson         | Democratico  | 3 gennaio 2017 | 3 gennaio 2023 | 115 · 116 · 117                            | 3       | 2016 · 2018 · 2020 Perse la rielezione                                                      |
| 13                                          |      | John Rutherford   | Repubblicano | 3 gennaio 2023 | in carica      | 118 · 119                                  | 2       | 2022 · 2024                                                                                 |

### 6º distretto
| N.                                          | Foto    | Rappresentante         | Partito      | Carica            | Carica            | Congresso                                                             | Mandati | Elezioni |
| N.                                          | Foto    | Rappresentante         | Partito      | Inizio            | Termine           | Congresso                                                             | Mandati | Elezioni |
| ------------------------------------------- | ------- | ---------------------- | ------------ | ----------------- | ----------------- | --------------------------------------------------------------------- | ------- | --- |
| Il distretto venne creato il 3 gennaio 1945 |         |                        |              |                   |                   |                                                                       |         | |
| 1                                           |         | Dwight L. Rogers       | Democratico  | 3 gennaio 1945    | 1 gennaio 1954    | 79 · 80 · 81 · 82 · 83                                                | 4 1⁄2   | 1944 · 1946 · 1948 · 1950 · 1952 Deceduto                                                                   |
| Vacante                                     | Vacante | Vacante                | Vacante      | 1 dicembre 1954   | 11 gennaio 1955   | 83 · 84                                                               |         | |
| 2                                           |         | Paul Rogers            | Democratico  | 11 gennaio 1955   | 3 gennaio 1967    | 84 · 85 · 86 · 87 · 88 · 89                                           | 6       | Eletto per terminare il mandato di Rogers · 1956 · 1958 · 1960 · 1962 · 1964 Ricandidatosi nel 9º distretto |
| 3                                           |         | Sam Gibbons            | Democratico  | 3 gennaio 1967    | 3 gennaio 1973    | 90 · 91 · 92                                                          | 3       | 1966 · 1968 · 1970 Ricandidatosi nel 7º distretto                                                           |
| 4                                           |         | Bill Young (1930-2013) | Repubblicano | 3 gennaio 1973    | 3 gennaio 1983    | 93 · 94 · 95 · 96 · 97                                                | 5       | 1972 · 1974 · 1976 · 1978 · 1980 Ricandidatosi nel 8º distretto                                             |
| 5                                           |         | Buddy MacKay           | Democratico  | 3 gennaio 1983    | 3 gennaio 1989    | 98 · 99 · 100                                                         | 3       | 1982 · 1984 · 1986 Candidatosi al Senato                                                                    |
| 6                                           |         | Cliff Stearns          | Repubblicano | 3 gennaio 1989    | 3 gennaio 2013    | 101 · 102 · 103 · 104 · 105 · 106 · 107 · 108 · 109 · 110 · 111 · 112 | 12      | 1988 · 1990 · 1992 · 1994 · 1996 · 1998 · 2000 · 2002 · 2004 · 2006 · 2008 · 2010 Perse la rielezione       |
| 7                                           |         | Ron DeSantis           | Repubblicano | 3 gennaio 2013    | 10 settembre 2018 | 113 · 114 · 115                                                       | 2 1⁄2   | 2012 · 2014 · 2016 Candidatosi a Governatore                                                                |
| Vacante                                     | Vacante | Vacante                | Vacante      | 10 settembre 2018 | 3 gennaio 2019    | 115                                                                   |         | |
| 8                                           |         | Michael Waltz          | Repubblicano | 3 gennaio 2019    | 20 gennaio 2025   | 116 · 117 · 118 · 119                                                 | 3       | 2018 · 2020 · 2022 · 2024 Dimessosi per divenire Consigliere per la sicurezza nazionale                     |
| Vacante                                     | Vacante | Vacante                | Vacante      | 20 gennaio 2025   | 2 aprile 2025     | 119                                                                   |         | |
| 9                                           |         | Randy Fine             | Repubblicano | 2 aprile 2025     | in carica         | 119                                                                   | 1       | Eletto per terminare il mandato di Waltz                                                                    |

### 7º distretto
| N.                                          | Foto | Rappresentante   | Partito      | Carica         | Carica         | Congresso                                                             | Mandati | Elezioni                                                                                              |
| N.                                          | Foto | Rappresentante   | Partito      | Inizio         | Termine        | Congresso                                                             | Mandati | Elezioni                                                                                              |
| ------------------------------------------- | ---- | ---------------- | ------------ | -------------- | -------------- | --------------------------------------------------------------------- | ------- | --- |
| Il distretto venne creato il 3 gennaio 1953 |      |                  |              |                |                |                                                                       |         | |
| 1                                           |      | James A. Haley   | Democratico  | 3 gennaio 1953 | 3 gennaio 1973 | 83 · 84 · 85 · 86 · 87 · 88 · 89 · 90 · 91 · 92                       | 10      | 1952 · 1954 · 1956 · 1958 · 1960 · 1962 · 1964 · 1966 · 1968 · 1970 Ricandidatosi nell'8º distretto   |
| 2                                           |      | Sam Gibbons      | Democratico  | 3 gennaio 1973 | 3 gennaio 1997 | 93 · 94 · 95 · 96 · 97 · 98 · 99 · 100 · 101 · 102                    | 10      | 1972 · 1974 · 1976 · 1978 · 1980 · 1982 · 1984 · 1986 · 1988 · 1990 Ricandidatosi nell'11º distretto  |
| 3                                           |      | John Mica        | Repubblicano | 3 gennaio 1993 | 3 gennaio 2017 | 103 · 104 · 105 · 106 · 107 · 108 · 109 · 110 · 111 · 112 · 113 · 114 | 12      | 1992 · 1994 · 1996 · 1998 · 2000 · 2002 · 2004 · 2006 · 2008 · 2010 · 2012 · 2014 Perse la rielezione |
| 4                                           |      | Stephanie Murphy | Democratico  | 3 gennaio 2017 | 3 gennaio 2023 | 115 · 116 · 117                                                       | 3       | 2016 · 2018 · 2020 Perse la rielezione                                                                |
| 5                                           |      | Cory Mills       | Repubblicano | 3 gennaio 2023 | in carica      | 118 · 119                                                             | 2       | 2022 · 2024                                                                                           |

### 8º distretto
| N.                                          | Foto | Rappresentante         | Partito      | Carica         | Carica         | Congresso                         | Mandati | Elezioni                                                                    |
| N.                                          | Foto | Rappresentante         | Partito      | Inizio         | Termine        | Congresso                         | Mandati | Elezioni                                                                    |
| ------------------------------------------- | ---- | ---------------------- | ------------ | -------------- | -------------- | --------------------------------- | ------- | --------------------------------------------------------------------------- |
| Il distretto venne creato il 3 gennaio 1953 |      |                        |              |                |                |                                   |         |                                                                             |
| 1                                           |      | Donald R. Matthews     | Democratico  | 3 gennaio 1953 | 3 gennaio 1967 | 83 · 84 · 85 · 86 · 87 · 88 · 89  | 7       | 1952 · 1954 · 1956 · 1958 · 1960 · 1962 · 1964 Non ottenne la ricandidatura |
| 2                                           |      | William C. Cramer      | Repubblicano | 3 gennaio 1967 | 3 gennaio 1971 | 90 · 91                           | 2       | 1966 · 1968 Non ricandidatosi                                               |
| 3                                           |      | Bill Young (1930-2013) | Repubblicano | 3 gennaio 1971 | 3 gennaio 1973 | 92                                | 1       | 1970 Ricandidatosi nel 6º distretto                                         |
| 4                                           |      | James A. Haley         | Democratico  | 3 gennaio 1973 | 3 gennaio 1977 | 93 · 94                           | 2       | 1972 · 1974 Non ricandidatosi                                               |
| 5                                           |      | Andy Ireland           | Democratico  | 3 gennaio 1977 | 3 gennaio 1983 | 95 · 96 · 97                      | 3       | 1976 · 1978 · 1980 Ricandidatosi nel 10º distretto                          |
| 6                                           |      | Bill Young (1930-2013) | Repubblicano | 3 gennaio 1983 | 3 gennaio 1993 | 98 · 99 · 100 · 101 · 102         | 5       | 1982 · 1984 · 1986 · 1988 · 1990 Ricandidatosi nel 10º distretto            |
| 7                                           |      | Bill McCollum          | Repubblicano | 3 gennaio 1993 | 3 gennaio 2001 | 103 · 104 · 105 · 106             | 4       | 1992 · 1994 · 1996 · 1998 Candidatosi al Senato                             |
| 8                                           |      | Ric Keller             | Repubblicano | 3 gennaio 2001 | 3 gennaio 2009 | 107 · 108 · 109 · 110             | 4       | 2000 · 2002 · 2004 · 2006 Perse la rielezione                               |
| 9                                           |      | Alan Grayson           | Democratico  | 3 gennaio 2009 | 3 gennaio 2011 | 111                               | 1       | 2008 Perse la rielezione                                                    |
| 10                                          |      | Daniel Webster         | Repubblicano | 3 gennaio 2011 | 3 gennaio 2013 | 112                               | 1       | 2010 Ricandidatosi nel 10º distretto                                        |
| 11                                          |      | Bill Posey             | Repubblicano | 3 gennaio 2013 | 3 gennaio 2025 | 113 · 114 · 115 · 116 · 117 · 118 | 6       | 2012 · 2014 · 2016 · 2018 · 2020 · 2022 Non ricandidatosi                   |
| 12                                          |      | Mike Haridopolos       | Repubblicano | 3 gennaio 2025 | in carica      | 119                               | 1       | 2024                                                                        |

### 9º distretto
| N.                                          | Foto | Rappresentante    | Partito      | Carica         | Carica         | Congresso                                                           | Mandati | Elezioni                                                                                            |
| N.                                          | Foto | Rappresentante    | Partito      | Inizio         | Termine        | Congresso                                                           | Mandati | Elezioni                                                                                            |
| ------------------------------------------- | ---- | ----------------- | ------------ | -------------- | -------------- | ------------------------------------------------------------------- | ------- | --------------------------------------------------------------------------------------------------- |
| Il distretto venne creato il 3 gennaio 1963 |      |                   |              |                |                |                                                                     |         | |
| 1                                           |      | Don Fuqua         | Democratico  | 3 gennaio 1963 | 3 gennaio 1967 | 88 · 89                                                             | 2       | 1962 · 1964 Ricandidatosi nel 2º distretto                                                          |
| 2                                           |      | Paul Rogers       | Democratico  | 3 gennaio 1967 | 3 gennaio 1973 | 90 · 91 · 92                                                        | 3       | 1966 · 1968 · 1970 Ricandidatosi nell'11º distretto                                                 |
| 3                                           |      | Louis Frey, Jr.   | Repubblicano | 3 gennaio 1973 | 3 gennaio 1979 | 93 · 94 · 95                                                        | 3       | 1972 · 1974 · 1976 Candidatosi come Governatore                                                     |
| 4                                           |      | Bill Nelson       | Democratico  | 3 gennaio 1979 | 3 gennaio 1983 | 96 · 97                                                             | 2       | 1978 · 1980 Ricandidatosi nell'11º distretto                                                        |
| 5                                           |      | Michael Bilirakis | Repubblicano | 3 gennaio 1983 | 3 gennaio 2007 | 98 · 99 · 100 · 101 · 102 · 103 · 104 · 105 · 106 · 107 · 108 · 109 | 12      | 1982 · 1984 · 1986 · 1988 · 1990 · 1992 · 1994 · 1996 · 1998 · 2000 · 2002 · 2004 Non ricandidatosi |
| 6                                           |      | Gus Bilirakis     | Repubblicano | 3 gennaio 2007 | 3 gennaio 2013 | 110 · 111 · 112                                                     | 3       | 2006 · 2008 · 2010 Ricandidatosi nel 12º distretto                                                  |
| 7                                           |      | Alan Grayson      | Democratico  | 3 gennaio 2013 | 3 gennaio 2017 | 113 · 114                                                           | 2       | 2012 · 2014 Candidatosi al Senato                                                                   |
| 8                                           |      | Darren Soto       | Democratico  | 3 gennaio 2017 | in carica      | 115 · 116 · 117 · 118 · 119                                         | 5       | 2016 · 2018 · 2020 · 2022 · 2024                                                                    |

### 10º distretto
| N.                                          | Foto         | Rappresentante         | Partito              | Carica         | Carica         | Congresso                                                 | Mandati                                     | Elezioni                                                                                            |
| N.                                          | Foto         | Rappresentante         | Partito              | Inizio         | Termine        | Congresso                                                 | Mandati                                     | Elezioni                                                                                            |
| ------------------------------------------- | ------------ | ---------------------- | -------------------- | -------------- | -------------- | --------------------------------------------------------- | ------------------------------------------- | --------------------------------------------------------------------------------------------------- |
| Il distretto venne creato il 3 gennaio 1963 |              |                        |                      |                |                |                                                           |                                             | |
| 1                                           |              | Sam Gibbons            | Democratico          | 3 gennaio 1963 | 3 gennaio 1967 | 88 · 89                                                   | 2                                           | 1962 · 1964 Ricandidatosi nel 6º distretto                                                          |
| 2                                           |              | J. Herbert Burke       | Repubblicano         | 3 gennaio 1967 | 3 gennaio 1973 | 90 · 91 · 92                                              | 3                                           | 1966 · 1968 · 1970 Ricandidatosi nel 12º distretto                                                  |
| 3                                           |              | Louis A. Bafalis       | Repubblicano         | 3 gennaio 1973 | 3 gennaio 1983 | 93 · 94 · 95 · 96 · 97                                    | 5                                           | 1972 · 1974 · 1976 · 1978 · 1980 Candidatosi come Governatore                                       |
| 4                                           |              | Andy Ireland           | Democratico          | 3 gennaio 1983 | 3 gennaio 1993 | 98                                                        | 1                                           | 1982                                                                                                |
| 4                                           | Repubblicano | Andy Ireland           | 99 · 100 · 101 · 102 | 3 gennaio 1983 | 3 gennaio 1993 | 4                                                         | 1984 · 1986 · 1988 · 1990 Non ricandidatosi | |
| 5                                           |              | Bill Young (1930-2013) | Repubblicano         | 3 gennaio 1993 | 3 gennaio 2013 | 103 · 104 · 105 · 106 · 107 · 108 · 109 · 110 · 111 · 112 | 10                                          | 1992 · 1994 · 1996 · 1998 · 2000 · 2002 · 2004 · 2006 · 2008 · 2010 Ricandidatosi nel 13º distretto |
| 6                                           |              | Daniel Webster         | Repubblicano         | 3 gennaio 2013 | 3 gennaio 2017 | 113 · 114                                                 | 2                                           | 2012 · 2014 Ricandidatosi nell'11º distretto                                                        |
| 7                                           |              | Val Demings            | Democratico          | 3 gennaio 2017 | 3 gennaio 2023 | 115 · 116 · 117                                           | 3                                           | 2016 · 2018 · 2020 Candidatasi al Senato                                                            |
| 8                                           |              | Maxwell Frost          | Democratico          | 3 gennaio 2023 | in carica      | 118 · 119                                                 | 2                                           | 2022 · 2024                                                                                         |

### 11º distretto
| N.                                          | Foto | Rappresentante | Partito      | Carica         | Carica         | Congresso                   | Mandati | Elezioni                                                      |
| N.                                          | Foto | Rappresentante | Partito      | Inizio         | Termine        | Congresso                   | Mandati | Elezioni                                                      |
| ------------------------------------------- | ---- | -------------- | ------------ | -------------- | -------------- | --------------------------- | ------- | ------------------------------------------------------------- |
| Il Distretto venne creato il 3 gennaio 1963 |      |                |              |                |                |                             |         |                                                               |
| 1                                           |      | Edward Gurney  | Repubblicano | 3 gennaio 1963 | 3 gennaio 1967 | 88 · 89                     | 2       | 1962 · 1964 Ricandidatosi nel 5º distretto                    |
| 2                                           |      | Claude Pepper  | Democratico  | 3 gennaio 1967 | 3 gennaio 1973 | 90 · 91 · 92                | 3       | 1966 · 1968 · 1970 Ricandidatosi nel 14º distretto            |
| 3                                           |      | Paul Rogers    | Democratico  | 3 gennaio 1973 | 3 gennaio 1979 | 93 · 94 · 95                | 3       | 1972 · 1974 · 1976 Non ricandidatosi                          |
| 4                                           |      | Daniel Mica    | Democratico  | 3 gennaio 1979 | 3 gennaio 1983 | 96 · 97                     | 2       | 1978 · 1980 Ricandidatosi nel 14º distretto                   |
| 5                                           |      | Bill Nelson    | Democratico  | 3 gennaio 1983 | 3 gennaio 1991 | 98 · 99 · 100 · 101         | 4       | 1982 · 1984 · 1986 · 1988 Candidatosi come Governatore        |
| 6                                           |      | Jim Bacchus    | Democratico  | 3 gennaio 1991 | 3 gennaio 1993 | 102                         | 1       | 1990 Ricandidatosi nel 15º distretto                          |
| 7                                           |      | Sam Gibbons    | Democratico  | 3 gennaio 1993 | 3 gennaio 1997 | 103 · 104                   | 2       | 1992 · 1994 Non ricandidatosi                                 |
| 8                                           |      | Jim Davis      | Democratico  | 3 gennaio 1997 | 3 gennaio 2007 | 105 · 106 · 107 · 108 · 109 | 5       | 1996 · 1998 · 2000 · 2002 · 2004 Candidatosi come Governatore |
| 9                                           |      | Kathy Castor   | Democratico  | 3 gennaio 2007 | 3 gennaio 2013 | 110 · 111 · 112             | 3       | 2006 · 2008 · 2010 Ricandidatosi nel 14º distretto            |
| 10                                          |      | Rich Nugent    | Repubblicano | 3 gennaio 2013 | 3 gennaio 2017 | 113 · 114                   | 2       | 2012 · 2014 Non ricandidatosi                                 |
| 11                                          |      | Daniel Webster | Repubblicano | 3 gennaio 2017 | in carica      | 115 · 116 · 117 · 118 · 119 | 5       | 2016 · 2018 · 2020 · 2022 · 2024                              |

### 12º distretto
| N.                                          | Foto | Rappresentante    | Partito      | Carica         | Carica         | Congresso                               | Mandati | Elezioni                                                         |
| N.                                          | Foto | Rappresentante    | Partito      | Inizio         | Termine        | Congresso                               | Mandati | Elezioni                                                         |
| ------------------------------------------- | ---- | ----------------- | ------------ | -------------- | -------------- | --------------------------------------- | ------- | ---------------------------------------------------------------- |
| Il distretto venne creato il 3 gennaio 1963 |      |                   |              |                |                |                                         |         |                                                                  |
| 1                                           |      | William C. Cramer | Repubblicano | 3 gennaio 1963 | 3 gennaio 1967 | 88 · 89                                 | 2       | 1962 · 1964 Ricandidatosi nel 8º distretto                       |
| 2                                           |      | Dante Fascell     | Democratico  | 3 gennaio 1967 | 3 gennaio 1973 | 90 · 91 · 92                            | 3       | 1966 · 1968 · 1970 Ricandidatosi nel 15º distretto               |
| 3                                           |      | J. Herbert Burke  | Repubblicano | 3 gennaio 1973 | 3 gennaio 1979 | 93 · 94 · 95                            | 3       | 1972 · 1974 · 1976 Perse la rielezione                           |
| 4                                           |      | Edward J. Stack   | Democratico  | 3 gennaio 1979 | 3 gennaio 1981 | 96                                      | 3       | 1978 Perse la rielezione                                         |
| 5                                           |      | Clay Shaw         | Repubblicano | 3 gennaio 1981 | 3 gennaio 1983 | 97                                      | 1       | 1980 Ricandidatosi nel 15º distretto                             |
| 6                                           |      | Tom Lewis         | Repubblicano | 3 gennaio 1983 | 3 gennaio 1995 | 98 · 99 · 100 · 101 · 102               | 5       | 1982 · 1984 · 1986 · 1988 · 1990 Ricandidatosi nel 16º distretto |
| 7                                           |      | Charles T. Canady | Repubblicano | 3 gennaio 1993 | 3 gennaio 2001 | 103 · 104 · 105 · 106                   | 4       | 1992 · 1994 · 1996 · 1998 Non ricandidatosi                      |
| 8                                           |      | Adam Putnam       | Repubblicano | 3 gennaio 2001 | 3 gennaio 2011 | 107 · 108 · 109 · 110 · 111             | 5       | 2000 · 2002 · 2004 · 2006 · 2008 Non ricandidatosi               |
| 9                                           |      | Dennis Ross       | Repubblicano | 3 gennaio 2011 | 3 gennaio 2013 | 112                                     | 1       | 2010 Ricandidatosi nel 15º distretto                             |
| 10                                          |      | Gus Bilirakis     | Repubblicano | 3 gennaio 2013 | in carica      | 113 · 114 · 115 · 116 · 117 · 118 · 119 | 7       | 2012 · 2014 · 2016 · 2018 · 2020 · 2022 · 2024                   |

### 13º distretto
| N.                                          | Foto    | Rappresentante    | Partito      | Carica          | Carica          | Congresso                   | Mandati | Elezioni                                                            |
| N.                                          | Foto    | Rappresentante    | Partito      | Inizio          | Termine         | Congresso                   | Mandati | Elezioni                                                            |
| ------------------------------------------- | ------- | ----------------- | ------------ | --------------- | --------------- | --------------------------- | ------- | ------------------------------------------------------------------- |
| Il distretto venne creato il 3 gennaio 1973 |         |                   |              |                 |                 |                             |         |                                                                     |
| 1                                           |         | William Lehman    | Democratico  | 3 gennaio 1973  | 3 gennaio 1983  | 93 · 94 · 95 · 96 · 97      | 5       | 1972 · 1974 · 1986 · 1978 · 1980 Ricandidatosi nel 17º distretto    |
| 2                                           |         | Connie Mack III   | Repubblicano | 3 gennaio 1983  | 3 gennaio 1989  | 98 · 99 · 100               | 3       | 1982 · 1984 · 1986 Candidatosi al Senato                            |
| 3                                           |         | Porter Goss       | Repubblicano | 3 gennaio 1989  | 3 gennaio 1993  | 101 · 102                   | 2       | 1988 · 1990 Ricandidatosi nel 14º distretto                         |
| 4                                           |         | Dan Miller        | Repubblicano | 3 gennaio 1993  | 3 gennaio 2003  | 103 · 104 · 105 · 106 · 107 | 5       | 1992 · 1994 · 1996 · 1998 · 2000 Non ricandidatosi                  |
| 5                                           |         | Katherine Harris  | Repubblicano | 3 gennaio 2003  | 3 gennaio 2007  | 108 · 109                   | 2       | 2002 · 2004 Candidatasi al Senato                                   |
| 6                                           |         | Vern Buchanan     | Repubblicano | 3 gennaio 2007  | 3 gennaio 2013  | 110 · 111 · 112             | 3       | 2006 · 2008 · 2010 Ricandidatosi nel 16º distretto                  |
| 7                                           |         | Bill Young        | Repubblicano | 3 gennaio 2013  | 18 ottobre 2013 | 113                         | 1⁄2     | 2012 Deceduto                                                       |
| Vacante                                     | Vacante | Vacante           | Vacante      | 18 ottobre 2013 | 11 marzo 2014   | 113                         |         |                                                                     |
| 8                                           |         | David Jolly       | Repubblicano | 11 marzo 2014   | 3 gennaio 2017  | 113 · 114                   | 1 1⁄2   | Eletto per terminare il mandato di Yound · 2014 Perse la rielezione |
| 9                                           |         | Charlie Crist     | Democratico  | 3 gennaio 2017  | 3 gennaio 2023  | 115 · 116 · 117             | 3       | 2016 · 2018 · 2020 Candidatosi come Governatore                     |
| 10                                          |         | Anna Paulina Luna | Repubblicano | 3 gennaio 2023  | in carica       | 118 · 119                   | 2       | 2022 · 2024                                                         |

### 14º distretto
| N.                                          | Foto    | Rappresentante | Partito      | Carica            | Carica            | Congresso                               | Mandati | Elezioni                                                                            |
| N.                                          | Foto    | Rappresentante | Partito      | Inizio            | Termine           | Congresso                               | Mandati | Elezioni                                                                            |
| ------------------------------------------- | ------- | -------------- | ------------ | ----------------- | ----------------- | --------------------------------------- | ------- | ----------------------------------------------------------------------------------- |
| Il distretto venne creato il 3 gennaio 1973 |         |                |              |                   |                   |                                         |         |                                                                                     |
| 1                                           |         | Claude Pepper  | Democratico  | 3 gennaio 1973    | 3 gennaio 1983    | 93 · 94 · 95 · 96 · 97                  | 5       | 1972 · 1974 · 1976 · 1978 · 1980 Ricandidatosi nel 18º distretto                    |
| 2                                           |         | Daniel Mica    | Democratico  | 3 gennaio 1983    | 3 gennaio 1989    | 98 · 99 · 100                           | 3       | 1982 · 1984 · 1986 Candidatosi al Senato                                            |
| 3                                           |         | Harry Johnston | Democratico  | 3 gennaio 1989    | 3 gennaio 1997    | 101 · 102                               | 2       | 1988 · 1990 Ricandidatosi nel 19º distretto                                         |
| 4                                           |         | Porter Goss    | Repubblicano | 3 gennaio 1993    | 23 settembre 2004 | 103 · 104 · 105 · 106 · 107 · 108       | 5 1⁄2   | 1992 · 1994 · 1996 · 1998 · 2000 · 2002 Dimessosi per diventare direttore della CIA |
| Vacante                                     | Vacante | Vacante        | Vacante      | 23 settembre 2004 | 3 gennaio 2005    | 108                                     |         |                                                                                     |
| 5                                           |         | Connie Mack IV | Repubblicano | 3 gennaio 2005    | 3 gennaio 2013    | 109 · 110 · 111 · 112                   | 4       | 2004 · 2006 · 2008 · 2010 Candidatosi al Senato                                     |
| 6                                           |         | Kathy Castor   | Democratico  | 3 gennaio 2013    | in carica         | 113 · 114 · 115 · 116 · 117 · 118 · 119 | 7       | 2012 · 2014 · 2016 · 2018 · 2020 · 2022 · 2024                                      |

### 15º distretto
| N.                                          | Foto | Rappresentante | Partito      | Carica         | Carica         | Congresso                               | Mandati | Elezioni                                                         |
| N.                                          | Foto | Rappresentante | Partito      | Inizio         | Termine        | Congresso                               | Mandati | Elezioni                                                         |
| ------------------------------------------- | ---- | -------------- | ------------ | -------------- | -------------- | --------------------------------------- | ------- | ---------------------------------------------------------------- |
| Il distretto venne creato il 3 gennaio 1973 |      |                |              |                |                |                                         |         |                                                                  |
| 1                                           |      | Dante Fascell  | Democratico  | 3 gennaio 1973 | 3 gennaio 1983 | 93 · 94 · 95 · 96 · 97                  | 5       | 1972 · 1974 · 1976 · 1978 · 1980 Ricandidatosi nel 19º distretto |
| 2                                           |      | Clay Shaw      | Repubblicano | 3 gennaio 1983 | 3 gennaio 1993 | 98 · 99 · 100 · 101 · 102               | 5       | 1982 · 1984 · 1986 · 1988 · 1990 Ricandidatosi nel 22º distretto |
| 3                                           |      | Jim Bacchus    | Democratico  | 3 gennaio 1993 | 3 gennaio 1995 | 103                                     | 1       | 1992 Non ricandidatosi                                           |
| 4                                           |      | Dave Weldon    | Repubblicano | 3 gennaio 1995 | 3 gennaio 2009 | 104 · 105 · 106 · 107 · 108 · 109 · 110 | 7       | 1994 · 1996 · 1998 · 2000 · 2002 · 2004 · 2006 Non ricandidatosi |
| 5                                           |      | Bill Posey     | Repubblicano | 3 gennaio 2009 | 3 gennaio 2013 | 111 · 112                               | 2       | 2008 · 2010 Ricandidatosi nel 8º distretto                       |
| 6                                           |      | Dennis Ross    | Repubblicano | 3 gennaio 2013 | 3 gennaio 2019 | 113 · 114 · 115                         | 3       | 2012 · 2014 · 2016 Non ricandidatosi                             |
| 7                                           |      | Ross Spano     | Repubblicano | 3 gennaio 2019 | 3 gennaio 2021 | 116                                     | 1       | 2018 Non ottenne la ricandidatura                                |
| 8                                           |      | Scott Franklin | Repubblicano | 3 gennaio 2021 | 3 gennaio 2023 | 117                                     | 1       | 2020 Ricandidatosi nel 18º distretto                             |
| 9                                           |      | Laurel Lee     | Repubblicano | 3 gennaio 2023 | in carica      | 118 · 119                               | 2       | 2022 · 2024                                                      |

### 16º distretto
| N.                                          | Foto    | Rappresentante | Partito      | Carica            | Carica            | Congresso                               | Mandati | Elezioni                                           |
| N.                                          | Foto    | Rappresentante | Partito      | Inizio            | Termine           | Congresso                               | Mandati | Elezioni                                           |
| ------------------------------------------- | ------- | -------------- | ------------ | ----------------- | ----------------- | --------------------------------------- | ------- | -------------------------------------------------- |
| Il distretto venne creato il 3 gennaio 1983 |         |                |              |                   |                   |                                         |         |                                                    |
| 1                                           |         | Lawrence Smith | Democratico  | 3 gennaio 1983    | 3 gennaio 1993    | 98 · 99 · 100 · 101 · 102               | 5       | 1982 · 1984 · 1986 · 1988 · 1990 Non ricandidatosi |
| 2                                           |         | Tom Lewis      | Repubblicano | 3 gennaio 1993    | 3 gennaio 1995    | 103                                     | 1       | 1992 Non ricandidatosi                             |
| 3                                           |         | Mark Foley     | Repubblicano | 3 gennaio 1995    | 29 settembre 2006 | 104 · 105 · 106 · 107 · 108 · 109       | 5 1⁄2   | 1994 · 1996 · 1998 · 2000 · 2002 · 2004 Dimessosi  |
| Vacante                                     | Vacante | Vacante        | Vacante      | 29 settembre 2006 | 3 gennaio 2007    | 109                                     |         |                                                    |
| 4                                           |         | Tim Mahoney    | Democratico  | 3 gennaio 2007    | 3 gennaio 2009    | 110                                     | 1       | 2006 Perse la rielezione                           |
| 5                                           |         | Tom Rooney     | Repubblicano | 3 gennaio 2009    | 3 gennaio 2013    | 111 · 112                               | 2       | 2008 · 2010 Ricandidatosi nel 17º distretto        |
| 6                                           |         | Vern Buchanan  | Repubblicano | 3 gennaio 2013    | in carica         | 113 · 114 · 115 · 116 · 117 · 118 · 119 | 7       | 2012 · 2014 · 2016 · 2018 · 2020 · 2022 · 2024     |

### 17º distretto
| N.                                          | Foto | Rappresentante   | Partito      | Carica         | Carica         | Congresso                   | Mandati | Elezioni                                           |
| N.                                          | Foto | Rappresentante   | Partito      | Inizio         | Termine        | Congresso                   | Mandati | Elezioni                                           |
| ------------------------------------------- | ---- | ---------------- | ------------ | -------------- | -------------- | --------------------------- | ------- | -------------------------------------------------- |
| Il distretto venne creato il 3 gennaio 1983 |      |                  |              |                |                |                             |         |                                                    |
| 1                                           |      | William Lehman   | Democratico  | 3 gennaio 1983 | 3 gennaio 1973 | 98 · 99 · 100 · 101 · 102   | 5       | 1982 · 1984 · 1986 · 1988 · 1990 Non ricandidatosi |
| 2                                           |      | Carrie Meek      | Democratico  | 3 gennaio 1993 | 3 gennaio 2003 | 103 · 104 · 105 · 106 · 107 | 5       | 1992 · 1994 · 1996 · 1998 · 2000 Non ricandidatosi |
| 3                                           |      | Kendrick Meek    | Democratico  | 3 gennaio 2003 | 3 gennaio 2011 | 108 · 109 · 110 · 111       | 4       | 2002 · 2004 · 2006 · 2008 Candidatosi al Senato    |
| 4                                           |      | Frederica Wilson | Democratico  | 3 gennaio 2011 | 3 gennaio 2013 | 112                         | 1       | 2010 Ricandidatasi nel 24º distretto               |
| 5                                           |      | Tom Rooney       | Repubblicano | 3 gennaio 2013 | 3 gennaio 2019 | 113 · 114 · 115             | 3       | 2012 · 2014 · 2016 Non ricandidatosi               |
| 6                                           |      | Greg Steube      | Repubblicano | 3 gennaio 2019 | in carica      | 116 · 117 · 118 · 119       | 4       | 2018 · 2020 · 2022 · 2024                          |

### 18º distretto
| N.                                          | Foto    | Rappresentante              | Partito      | Carica         | Carica         | Congresso                                                             | Mandati | Elezioni |
| N.                                          | Foto    | Rappresentante              | Partito      | Inizio         | Termine        | Congresso                                                             | Mandati | Elezioni |
| ------------------------------------------- | ------- | --------------------------- | ------------ | -------------- | -------------- | --------------------------------------------------------------------- | ------- | --- |
| Il distretto venne creato il 3 gennaio 1983 |         |                             |              |                |                |                                                                       |         | |
| 1                                           |         | Claude Pepper               | Democratico  | 3 gennaio 1983 | 30 maggio 1989 | 98 · 99 · 100 · 101                                                   | 3 1⁄2   | 1982 · 1984 · 1986 · 1988 Deceduto |
| Vacante                                     | Vacante | Vacante                     | Vacante      | 30 maggio 1989 | 29 agosto 1989 | 101                                                                   |         | |
| 2                                           |         | Ileana Ros-Lehtinen (1952-) | Repubblicano | 29 agosto 1989 | 3 gennaio 2013 | 101 · 102 · 103 · 104 · 105 · 106 · 107 · 108 · 109 · 110 · 111 · 112 | 11 1⁄2  | Eletta per terminare il mandato · 1990 · 1992 · 1994 · 1996 · 1998 · 2000 · 2002 · 2004 · 2006 · 2008 · 2010 Ricandidatasi nel 27º distretto |
| 3                                           |         | Patrick Murphy              | Democratico  | 3 gennaio 2013 | 3 gennaio 2017 | 113 · 114                                                             | 2       | 2012 · 2014 Candidatosi al Senato |
| 4                                           |         | Brian Mast                  | Repubblicano | 3 gennaio 2017 | 3 gennaio 2023 | 115 · 116 · 117                                                       | 3       | 2016 · 2018 · 2020 Ricandidatosi nel 21º distretto                                                                                           |
| 5                                           |         | Scott Franklin              | Repubblicano | 3 gennaio 2023 | in carica      | 118 · 119                                                             | 2       | 2022 · 2024 |

### 19º distretto
| N.                                          | Foto    | Rappresentante | Partito      | Carica          | Carica          | Congresso                               | Mandati | Elezioni                                                                         |
| N.                                          | Foto    | Rappresentante | Partito      | Inizio          | Termine         | Congresso                               | Mandati | Elezioni                                                                         |
| ------------------------------------------- | ------- | -------------- | ------------ | --------------- | --------------- | --------------------------------------- | ------- | -------------------------------------------------------------------------------- |
| Il distretto venne creato il 3 gennaio 1983 |         |                |              |                 |                 |                                         |         |                                                                                  |
| 1                                           |         | Dante Fascell  | Democratico  | 3 gennaio 1983  | 3 gennaio 1993  | 98 · 99 · 100 · 101 · 102               | 5       | 1982 · 1984 · 1986 · 1988 · 1990 Non ricandidatosi                               |
| 2                                           |         | Harry Johnston | Democratico  | 3 gennaio 1993  | 3 gennaio 1997  | 103 · 104                               | 2       | 1992 · 1994 Non ricandidatosi                                                    |
| 3                                           |         | Robert Wexler  | Democratico  | 3 gennaio 1997  | 3 gennaio 2010  | 105 · 106 · 107 · 108 · 109 · 110 · 111 | 6 1⁄2   | 1996 · 1998 · 2000 · 2002 · 2004 · 2006 · 2008 Dimessosi                         |
| Vacante                                     | Vacante | Vacante        | Vacante      | 3 gennaio 2010  | 13 aprile 2010  | 111                                     |         |                                                                                  |
| 4                                           |         | Ted Deutch     | Democratico  | 13 aprile 2010  | 3 gennaio 2013  | 111 · 112                               | 1 1⁄2   | Eletto per terminare il mandato di Wexler · 2010 Ricandidatosi nel 21º distretto |
| 5                                           |         | Trey Radel     | Repubblicano | 3 gennaio 2013  | 27 gennaio 2014 | 113                                     | 1⁄2     | 2012 Deceduto                                                                    |
| Vacante                                     | Vacante | Vacante        | Vacante      | 27 gennaio 2014 | 25 giugno 2014  | 113                                     |         |                                                                                  |
| 6                                           |         | Curt Clawson   | Repubblicano | 25 giugno 2014  | 3 gennaio 2017  | 113 · 114                               | 1 1⁄2   | Eletto per terminare il mandato di Radel · 2014 Non ricandidatosi                |
| 7                                           |         | Francis Rooney | Repubblicano | 3 gennaio 2017  | 3 gennaio 2021  | 115 · 116                               | 2       | 2016 · 2018 Non ricandidatosi                                                    |
| 8                                           |         | Byron Donalds  | Repubblicano | 3 gennaio 2021  | in carica       | 117 · 118 · 119                         | 3       | 2020 · 2022 · 2024                                                               |

### 20º distretto
| N.                                          | Foto    | Rappresentante             | Partito     | Carica          | Carica          | Congresso                         | Mandati | Elezioni                                                      |
| N.                                          | Foto    | Rappresentante             | Partito     | Inizio          | Termine         | Congresso                         | Mandati | Elezioni                                                      |
| ------------------------------------------- | ------- | -------------------------- | ----------- | --------------- | --------------- | --------------------------------- | ------- | ------------------------------------------------------------- |
| Il distretto venne creato il 3 gennaio 1993 |         |                            |             |                 |                 |                                   |         |                                                               |
| 1                                           |         | Peter Deutsch              | Democratico | 3 gennaio 1993  | 3 gennaio 2005  | 103 · 104 · 105 · 106 · 107 · 108 | 6       | 1992 · 1994 · 1996 · 1998 · 2000 · 2002 Candidatosi al Senato |
| 2                                           |         | Debbie Wasserman Schultz   | Democratico | 3 gennaio 2005  | 3 gennaio 2013  | 109 · 110 · 111 · 112             | 4       | 2004 · 2006 · 2008 · 2010 Ricandidatasi nel 23º distretto     |
| 3                                           |         | Alcee Hastings             | Democratico | 3 gennaio 2013  | 6 aprile 2021   | 113 · 114 · 115 · 116 · 117       | 4 1⁄2   | 2012 · 2014 · 2016 · 2018 · 2020 Deceduto                     |
| Vacante                                     | Vacante | Vacante                    | Vacante     | 6 aprile 2021   | 18 gennaio 2022 | 117                               |         |                                                               |
| 4                                           |         | Sheila Cherfilus-McCormick | Democratico | 18 gennaio 2022 | in carica       | 117 · 118 · 119                   | 2 1⁄2   | Eletta per terminare il mandato di Hastings · 2022 · 2024     |

### 21º distretto
| N.                                          | Foto | Rappresentante      | Partito      | Carica         | Carica         | Congresso                                           | Mandato | Storia elettorale                                                              |
| N.                                          | Foto | Rappresentante      | Partito      | Inizio         | Termine        | Congresso                                           | Mandato | Storia elettorale                                                              |
| ------------------------------------------- | ---- | ------------------- | ------------ | -------------- | -------------- | --------------------------------------------------- | ------- | ------------------------------------------------------------------------------ |
| Il distretto venne creato il 3 gennaio 1993 |      |                     |              |                |                |                                                     |         |                                                                                |
| 1                                           |      | Lincoln Díaz-Balart | Repubblicano | 3 gennaio 1993 | 3 gennaio 2011 | 103 · 104 · 105 · 106 · 107 · 108 · 109 · 110 · 111 | 9       | 1992 · 1994 · 1996 · 1998 · 2000 · 2002 · 2004 · 2006 · 2008 Non ricandidatosi |
| 2                                           |      | Mario Díaz-Balart   | Repubblicano | 3 gennaio 2011 | 3 gennaio 2013 | 112                                                 | 1       | 2010 Ricandidatosi nel 25º distretto                                           |
| 3                                           |      | Ted Deutch          | Democratico  | 3 gennaio 2013 | 3 gennaio 2017 | 113 · 114                                           | 2       | 2012 · 2014 Ricandidatosi nel 22º distretto                                    |
| 4                                           |      | Lois Frankel        | Democratico  | 3 gennaio 2017 | 3 gennaio 2023 | 115 · 116 · 117                                     | 3       | 2016 · 2018 · 2020 Ricandidatasi nel 23º distretto                             |
| 5                                           |      | Brian Mast          | Repubblicano | 3 gennaio 2023 | in carica      | 118 · 119                                           | 2       | 2022 · 2024                                                                    |

### 22º distretto
| N.                                          | Foto    | Rappresentante | Partito      | Carica            | Carica            | Congresso                               | Mandati | Elezioni                                                           |
| N.                                          | Foto    | Rappresentante | Partito      | Inizio            | Termine           | Congresso                               | Mandati | Elezioni                                                           |
| ------------------------------------------- | ------- | -------------- | ------------ | ----------------- | ----------------- | --------------------------------------- | ------- | ------------------------------------------------------------------ |
| Il distretto venne creato il 3 gennaio 1993 |         |                |              |                   |                   |                                         |         |                                                                    |
| 1                                           |         | Clay Shaw      | Repubblicano | 3 gennaio 1993    | 3 gennaio 2007    | 103 · 104 · 105 · 106 · 107 · 108 · 109 | 7       | 1992 · 1994 · 1996 · 1998 · 2000 · 2002 · 2004 Perse la rielezione |
| 2                                           |         | Ron Klein      | Democratico  | 3 gennaio 2007    | 3 gennaio 2011    | 110 · 111                               | 2       | 2006 · 2008 Perse la rielezione                                    |
| 3                                           |         | Allen West     | Repubblicano | 3 gennaio 2011    | 3 gennaio 2013    | 112                                     | 2       | 2010 Ricandidatosi nel 18º distretto                               |
| 4                                           |         | Lois Frankel   | Democratico  | 3 gennaio 2013    | 3 gennaio 2017    | 113 · 114                               | 2       | 2012 · 2014 Ricandidatasi nel 21º distretto                        |
| 5                                           |         | Ted Deutch     | Democratico  | 3 gennaio 2017    | 30 settembre 2022 | 115 · 116 · 117                         | 2 1⁄2   | 2016 · 2018 · 2020 Dimessosi                                       |
| Vacante                                     | Vacante | Vacante        | Vacante      | 30 settembre 2022 | 3 gennaio 2023    | 117                                     |         |                                                                    |
| 6                                           |         | Lois Frankel   | Democratico  | 3 gennaio 2023    | in carica         | 118 · 119                               | 2       | 2022 · 2024                                                        |

### 23º distretto
| N.                                          | Foto | Rappresentante           | Partito     | Carica         | Carica         | Congresso                                                 | Mandati | Elezioni                                                                                            |
| N.                                          | Foto | Rappresentante           | Partito     | Inizio         | Termine        | Congresso                                                 | Mandati | Elezioni                                                                                            |
| ------------------------------------------- | ---- | ------------------------ | ----------- | -------------- | -------------- | --------------------------------------------------------- | ------- | --------------------------------------------------------------------------------------------------- |
| Il distretto venne creato il 3 gennaio 1993 |      |                          |             |                |                |                                                           |         | |
| 1                                           |      | Alcee Hastings           | Democratico | 3 gennaio 1993 | 3 gennaio 2013 | 103 · 104 · 105 · 106 · 107 · 108 · 109 · 110 · 111 · 112 | 10      | 1992 · 1994 · 1996 · 1998 · 2000 · 2002 · 2004 · 2006 · 2008 · 2010 Ricandidatosi nel 20º distretto |
| 2                                           |      | Debbie Wasserman Schultz | Democratico | 3 gennaio 2013 | 3 gennaio 2023 | 113 · 114 · 115 · 116 · 117                               | 5       | 2012 · 2014 · 2016 · 2018 · 2020 Candidatasi nel 25º distretto                                      |
| 3                                           |      | Jared Moskowitz          | Democratico | 3 gennaio 2023 | in carica      | 118 · 119                                                 | 2       | 2022 · 2024                                                                                         |

### 24º distretto
| N.                                          | Foto | Rappresentante   | Partito      | Carica         | Carica         | Congresso                               | Mandati | Elezioni                                       |
| N.                                          | Foto | Rappresentante   | Partito      | Inizio         | Termine        | Congresso                               | Mandati | Elezioni                                       |
| ------------------------------------------- | ---- | ---------------- | ------------ | -------------- | -------------- | --------------------------------------- | ------- | ---------------------------------------------- |
| Il distretto venne creato il 3 gennaio 2003 |      |                  |              |                |                |                                         |         |                                                |
| 1                                           |      | Tom Feeney       | Repubblicano | 3 gennaio 2003 | 3 gennaio 2009 | 108 · 109 · 110                         | 3       | 2002 · 2004 · 2006 Perse la rielezione         |
| 2                                           |      | Suzanne Kosmas   | Democratico  | 3 gennaio 2009 | 3 gennaio 2011 | 111                                     | 1       | 2008 Perse la rielezione                       |
| 3                                           |      | Sandy Adams      | Repubblicano | 3 gennaio 2011 | 3 gennaio 2013 | 112                                     | 1       | 2010 Perse la rielezione                       |
| 4                                           |      | Frederica Wilson | Democratico  | 3 gennaio 2013 | in carica      | 113 · 114 · 115 · 116 · 117 · 118 · 119 | 7       | 2012 · 2014 · 2016 · 2018 · 2020 · 2022 · 2024 |

### 25º distretto
| N.                                          | Foto | Rappresentante           | Partito      | Carica         | Carica         | Congresso                   | Mandati | Elezioni                                                       |
| N.                                          | Foto | Rappresentante           | Partito      | Inizio         | Termine        | Congresso                   | Mandati | Elezioni                                                       |
| ------------------------------------------- | ---- | ------------------------ | ------------ | -------------- | -------------- | --------------------------- | ------- | -------------------------------------------------------------- |
| Il distretto venne creato il 3 gennaio 2003 |      |                          |              |                |                |                             |         |                                                                |
| 1                                           |      | Mario Díaz-Balart        | Repubblicano | 3 gennaio 2003 | 3 gennaio 2011 | 108 · 109 · 110 · 111       | 4       | 2002 · 2004 · 2006 · 2008 Candidatosi nel 21º distretto        |
| 2                                           |      | David Rivera             | Repubblicano | 3 gennaio 2011 | 3 gennaio 2013 | 112                         | 1       | 2010 Candidatosi nel 26º distretto                             |
| 3                                           |      | Mario Díaz-Balart        | Repubblicano | 3 gennaio 2013 | 3 gennaio 2023 | 113 · 114 · 115 · 116 · 117 | 5       | 2012 · 2014 · 2016 · 2018 · 2020 Candidatosi nel 26º distretto |
| 4                                           |      | Debbie Wasserman Schultz | Democratico  | 3 gennaio 2023 | in carica      | 118 · 119                   | 2       | 2022 · 2024                                                    |

### 26º distretto
| N.                                          | Foto | Rappresentante         | Partito      | Carica         | Carica         | Congresso | Mandati | Elezioni                           |
| N.                                          | Foto | Rappresentante         | Partito      | Inizio         | Termine        | Congresso | Mandati | Elezioni                           |
| ------------------------------------------- | ---- | ---------------------- | ------------ | -------------- | -------------- | --------- | ------- | ---------------------------------- |
| Il distretto venne creato il 3 gennaio 2013 |      |                        |              |                |                |           |         |                                    |
| 1                                           |      | Joe Garcia             | Democratico  | 3 gennaio 2013 | 3 gennaio 2015 | 113       | 1       | 2012 Perse la rielezione           |
| 2                                           |      | Carlos Curbelo         | Repubblicano | 3 gennaio 2015 | 3 gennaio 2019 | 114 · 115 | 2       | 2014 · 2016 Perse la rielezione    |
| 3                                           |      | Debbie Mucarsel-Powell | Democratico  | 3 gennaio 2019 | 3 gennaio 2021 | 116       | 1       | 2018 Perse la rielezione           |
| 4                                           |      | Carlos Giménez         | Repubblicano | 3 gennaio 2021 | 3 gennaio 2023 | 117       | 1       | 2020 Candidatosi nel 28º distretto |
| 5                                           |      | Mario Díaz-Balart      | Repubblicano | 3 gennaio 2023 | in carica      | 118 · 119 | 2       | 2022 · 2024                        |

### 27º distretto
| N.                                          | Foto | Rappresentante               | Partito      | Carica          | Carica         | Congresso       | Mandati | Elezioni                             |
| N.                                          | Foto | Rappresentante               | Partito      | Inizio          | Termine        | Congresso       | Mandati | Elezioni                             |
| ------------------------------------------- | ---- | ---------------------------- | ------------ | --------------- | -------------- | --------------- | ------- | ------------------------------------ |
| Il distretto venne creato il 3 gennaio 2013 |      |                              |              |                 |                |                 |         |                                      |
| 1                                           |      | Ileana Ros-Lehtinen (1952-)  | Repubblicano | 3 gennaio 2013  | 3 gennaio 2019 | 113 · 114 · 115 | 3       | 2012 · 2014 · 2016 Non ricandidatasi |
| 2                                           |      | Donna Shalala (1941-)        | Democratico  | 3 gennaio 2019  | 3 gennaio 2021 | 116             | 1       | 2018 Perse la rielezione             |
| 3                                           |      | Maria Elvira Salazar (1961-) | Repubblicano | 12 gennaio 2021 | in carica      | 117 · 118 · 119 | 3       | 2020 · 2022 · 2024                   |

### 28º distretto
| N.                                            | Foto | Rappresentante | Partito      | Carica         | Carica    | Congresso | Mandati | Elezioni    |
| N.                                            | Foto | Rappresentante | Partito      | Inizio         | Termine   | Congresso | Mandati | Elezioni    |
| --------------------------------------------- | ---- | -------------- | ------------ | -------------- | --------- | --------- | ------- | ----------- |
| Il Distretto è stato creato il 3 gennaio 2023 |      |                |              |                |           |           |         |             |
| 1                                             |      | Carlos Giménez | Repubblicano | 3 gennaio 2023 | in carica | 118 · 119 | 2       | 2022 · 2024 |